# Frank-Samuel Eastmann
Frank-Samuel Eastmann, né à Anerley (Londres) le 27 avril 1878 et mort à Battersea le 12 octobre 1964, est un peintre britannique.

## Biographie
Élève de l'Académie royale des arts de Londres, il expose au Salon des artistes français dès 1912. 
On lui doit essentiellement des portraits et des paysages. 